# Met het Oog op Morgen
Met het Oog op Morgen (dt.: Mit dem Auge[nmerk] auf Morgen) ist eine Hörfunksendung
der niederländischen NOS, die täglich zwischen 23:00 und 00:00 Uhr auf NPO Radio 1 ausgestrahlt wird, mit einer Wiederholung als Podcast.

## Geschichte
Die Sendung gibt es bereits seit dem 5. Januar 1976.
Die Idee für eine ausführliche Nachrichtensendung am späten Abend stammt vom Radioveteranen Kees Buurman (1936–2007).
Die erste Sendung wurde von Han Mulder moderiert. Seither beginnt und endet die Sendung mit einer speziellen Version des Liedes Gute Nacht, Freunde von Reinhard Mey in deutscher Sprache. Hiervon wird nur am 4. Mai abgewichen, wenn stattdessen die französische Fassung des Lieds gesendet wird.
Zuerst wurde auf dem Sender Hilversum 3 ausgestrahlt, später zog die Sendung auf Hilversum 2 um, welcher in Radio 1 umbenannt wurde (heute: NPO Radio 1).

## Inhalt
Het Oog (dt.: Das Auge) bringt jeden Tag Hintergrundinformationen zu den aktuellen Nachrichten, u. a. durch Interviews mit Gästen im Studio, die selbst in den Nachrichten vorkommen oder viel über die Hintergründe der aktuellen Geschehnisse wissen.
Auch werden die Aufmacher der Morgenzeitungen des nächsten Tages vorgestellt (daher auch der Name der Sendung).
Met het Oog op Morgen hat während seiner Sendezeit mit rund 40 % den größten Marktanteil des öffentlichen und privaten Radios in den Niederlanden.
Der Erfolg des Auges liegt u. a. an den Persönlichkeiten und der Qualität seiner Moderatoren.
Journalisten wie Koos Postema, Hanneke Groenteman und Joop van Zijl sowie gegenwärtig Jeroen Pauw, Stephan Sanders und Tijs van den Brink gaben und geben dem Auge jedem Abend seine eigene Note. Die Einleitung folgt stets dem Schema Buiten is het x graden (auf Deutsch: draußen ist es x Grad), Binnen zit (auf Deutsch: drinnen ist, gefolgt vom Namen des Moderators). Hierauf beginnt die Sendung mit eineem persönlich gehaltenen Rückblick des Moderators auf die Tag, der gerade zuende geht.  
Ein ähnliches Format wurde unter dem Titel Berichte von heute bei einigen Rundfunkanstalten der ARD gesendet.

## Moderatoren
Die heutigen Moderatoren, mit ihrem festen Wochentag, sind:
- Sonntag: Mieke van der Weij
- Montag: Chris Kijne
- Dienstag: Wilfried de Jong (ab März 2017)
- Mittwoch: ungerade Wochen Rob Trip, gerade Wochen Winfried Baijens
- Donnerstag: Lucella Carasso
- Freitag: Simone Weimans (ab November 2017)
- Samstag: Elisabeth Steinz (ab 3. Dezember 2022)

## Sonstiges
- Am 29. Juli 2005 wurde die 10.000ste Sendung ausgestrahlt.
- Am 5. Januar 2006 wurde der 30. Geburtstag des Oog gefeiert.
- In der Nacht auf den 7. Januar 2021 dauerte die Sendung bis 0:30 Uhr – dies in Zusammenhang mit dem Sturm auf das Kapitol in Washington.